# Copa Intercontinental de hockey sobre patines
La Copa Intercontinental de hockey sobre patines es un trofeo internacional oficial organizado por la Federación Internacional de Patinaje (FIRS), que enfrenta a los campeones masculinos de la Liga Europea de hockey sobre patines de Europa y del Campeonato Sudamericano de clubes de Hockey sobre Patines que representa a América del Sur. A partir de 2018 la FIRS pretende dotar de carácter global a esta competición, dando consideración al representante americano de campeón panamericano, en lugar de simplemente sudamericano, y dando entrada también a los campeones de África y de Asia-Oceanía, así a partir del año 2018 también se disputa Campeonato Mundial de Clubes de Hockey Patines (desde el año 2018 la disputan los dos primeros de cada copa continental de clubes del año en curso).
Se celebra desde 1983 con periodicidad anual enfrentando a los dos campeones continentales del año anterior, si bien frecuentemente no ha podido disputarse a causa de las dificultades que han tenido los equipos para desplazarse al otro continente.

## Evolución
Al planificarse la celebración del primer Campeonato Sudamericano de Clubes de hockey sobre patines en 1982, se planteó la posibilidad de crear una "copa intercontinental" que enfrentara al campeón europeo y al sudamericano que consagrará al mejor equipo mundial de hockey sobre patines, a semejanza de las competiciones que con el mismo nombre y formato se disputaban en otros deportes. El carácter de la competición debía ser anual, enfrentando a doble partido a los campeones del año anterior.
Sin embargo, la primera edición se disputó en 1983 con ocho equipos, no adoptando el formato bilateral hasta 1986. Algunos hechos destacados a lo largo de la historia del campeonato han sido:
- En 1983 se organizó un gran campeonato con ocho clubes, en el que participaron los dos mejores clasificados de Argentina, Brasil y Chile en el anterior campeonato sudamericano de 1982, más los campeones europeos de la Copa de Europa y de la Recopa de Europa.
- En 1985 se organizó un campeonato similar, antecedente del Campeonato Mundial de Clubes, en el que además de argentinos, brasileños y chilenos participaron dos clubes angoleños. No tuvo consideración de campeonato oficial ya que por parte europea la participación fue simbólica, limitándose al equipo suizo Villenevue, que ni siquiera había sido campeón nacional.
- En 1986 ya se pasó al enfrentamiento directo entre los dos campeones continentales a doble partido, aunque jugándose siempre en la misma sede para reducir los largos desplazamientos. Ha sido la única edición oficial ganada por un equipo sudamericano.
- A partir de 1987, únicamente se disputó la competición en cuatro ocasiones durante los siguientes quince años: 1989, 1992, 1993 y 1998.
- En 2004 se volvió a celebrar tras ocho años de ausencia, por última vez a doble partido.
- A partir de 2006, se disputa a partido único, adquiriendo mayor continuidad al celebrarse casi todos los años, excepto en 2009, 2011 y 2015.
- En 2006 se celebró el primer Campeonato mundial de clubes organizado por la FIRS, sin contar con la participación de los vigentes campeones europeos y sudamericanos, que en cambio sí que disputaron la Copa Intercontinental entre ellos.
- En 2008 se celebró el segundo Campeonato Mundial, en el que sí que participaron ambos campeones continentales. Aprovechando esta convocatoria, al día siguiente de la conclusión del mundial, disputaron entre ellos la Copa Intercontinental.
- En 2016 al torneo no se le reconoció "carácter oficial" hasta 2018,[1] ya que no participó el campeón europeo de 2015 sino el subcampeón.
- En 2017 se da entrada a cuatro participantes, en formato "final four", participando los campeones continentales de los años 2016 y 2017.
- A partir de 2018 está previsto que el formato "final four" dé acogida a los campeones continentales de Asia-Oceanía y África, en la medida en que se vayan implementando campeonatos en estos continentes.[2] Además se implementó el torneo femenino.[3]
- La edición de 2021 se jugó a dos partidos entre el campeón de Europa y el subcampeón de Europa.

## Torneo Masculino
| Ed.   | Año  | Sede                   | Equipos | Campeón                  | Subcampeón               |
| ----- | ---- | ---------------------- | ------- | ------------------------ | ------------------------ |
| I     | 1983 | Sertaozinho            | 8       | FC Barcelona             | FC Porto                 |
| (*)   | 1985 | Sertaozinho            | 9       | Sertaozinho Hóquei Clube | Internacional de Santos  |
| II    | 1986 | San Juan               | 2       | Unión Vecinal Trinidad   | FC Barcelona             |
| III   | 1987 | La Coruña              | 2       | Hockey Club Liceo        | Concepción Patín Club    |
| IV    | 1989 | La Coruña              | 2       | Hockey Club Liceo        | Unión Estudiantil        |
| V     | 1992 | Sertaozinho            | 2       | OC Barcelos              | Sertaozinho Hóquei Clube |
| VI    | 1993 | La Coruña              | 2       | Hockey Club Liceo        | Unión Estudiantil        |
| VII   | 1998 | Barcelona              | 2       | FC Barcelona             | Unión Vecinal Trinidad   |
| VIII  | 2004 | Santiago de Compostela | 2       | Hockey Club Liceo        | Unión Estudiantil        |
| IX    | 2006 | Alcoy                  | 2       | FC Barcelona             | Olimpia PC Trinidad      |
| X     | 2007 | Follonica              | 2       | Follonica Hockey         | Concepción Patín Club    |
| XI    | 2008 | Molins de Rey          | 2       | FC Barcelona             | Concepción Patín Club    |
| XII   | 2010 | Reus                   | 2       | Reus Deportiu            | Club Petroleros YPF      |
| XIII  | 2012 | La Coruña              | 2       | Hockey Club Liceo        | Club Atlético Huracán    |
| XIV   | 2013 | Torres Novas           | 2       | SL Benfica               | Sport Recife             |
| XV    | 2014 | Barcelona              | 2       | FC Barcelona             | Club Petroleros YPF      |
| XVI   | 2016 | Vich                   | 2       | Club Patí Vic            | Club Atlético Huracán    |
| XVII  | 2017 | Reus                   | 4       | SL Benfica               | Reus Deportiu            |
| XVIII | 2018 | San Juan               | 4       | FC Barcelona             | FC Oporto                |
| XIX   | 2021 | Oporto/Lisboa          | 2       | FC Oporto                | Sporting CP              |
| XX    | 2022 | Valongo                | 2       | GSH Trissino             | AD Valongo               |
| XXI   | 2023 | San Juan               | 4       | FC Barcelona             | FC Oporto                |

(*) Edición no oficial.

### Títulos por equipo
| Equipo                   | Campeón                                      | Subcampeón           |
| ------------------------ | -------------------------------------------- | -------------------- |
| FC Barcelona             | 7 (1983, 1998, 2006, 2008, 2014, 2018, 2023) | 1 (1986)             |
| Hockey Club Liceo        | 5 (1987, 1989, 1993, 2004, 2012)             | 0                    |
| SL Benfica               | 2 (2013, 2017)                               | 0                    |
| FC Porto                 | 1 (2021)                                     | 3 (1983, 2018, 2023) |
| Unión Vecinal Trinidad   | 1 (1986)                                     | 1 (1998)             |
| Reus Deportiu            | 1 (2010)                                     | 1 (2017)             |
| OC Barcelos              | 1 (1992)                                     | 0                    |
| Follonica Hockey         | 1 (2007)                                     | 0                    |
| CP Vic                   | 1 (2016)                                     | 0                    |
| GSH Trissino             | 1 (2022)                                     | 0                    |
| Unión Estudiantil        | 0                                            | 3 (1989, 1993, 2004) |
| Concepción Patín Club    | 0                                            | 3 (1987, 2007, 2008) |
| Club Petroleros YPF      | 0                                            | 2 (2009, 2014)       |
| Club Atlético Huracán    | 0                                            | 2 (2012, 2016)       |
| Sertãozinho Hóquei Clube | 0                                            | 1 (1992)             |
| Olimpia PC Trinidad      | 0                                            | 1 (2006)             |
| Sport Recife             | 0                                            | 1 (2013)             |
| Sporting CP              | 0                                            | 1 (2021)             |
| AD Valongo               | 0                                            | 1 (2022)             |

### Títulos por país
| País      | Títulos | Subcampeonatos |
| --------- | ------- | -------------- |
| España    | 14      | 2              |
| Portugal  | 4       | 5              |
| Italia    | 2       | 0              |
| Argentina | 1       | 12             |
| Brasil*   | 0       | 2              |

*No se contabilizan los títulos obtenidos por el club brasileño Sertaozinho Hóquei Clube en 1985 ni el subcampeonato obtenido respectivamente en el mismo año por el Internacional de Santos.

## Torneo Femenino
| Ed. | Año  | Sede     | Equipos | Campeón         | Subcampeón         |   |      |          |   |                       |                 |
| --- | ---- | -------- | ------- | --------------- | ------------------ | - | ---- | -------- | - | --------------------- | --------------- |
| Ed. | Año  | Sede     | Equipos | Campeón         | Subcampeón         | I | 2018 | San Juan | 4 | Concepción Patín Club | Telecable Gijón |
| II  | 2024 | San Juan | 4       | Telecable Gijón | Palau de Plegamans |   |      |          |   |                       |                 |

### Títulos por equipo
| Equipo                | Campeón  | Subcampeón |
| --------------------- | -------- | ---------- |
| Telecable Gijón       | 1 (2024) | 1 (2018)   |
| Concepción Patín Club | 1 (2018) | 0          |
| Palau de Plegamans    | 0        | 1 (2024)   |

### Títulos por país
| País      | Títulos | Subcampeonatos |
| --------- | ------- | -------------- |
| España    | 1       | 2              |
| Argentina | 1       | 0              |